# 田岡なつみ
田岡 なつみ（たおか なつみ、1994年8月12日 - ）は、千葉県出身のJPSA公認プロロングボーダー・ショートボーダー（サーファー）である。2011年、16歳でプロデビューした。千葉県立千葉西高等学校、桜美林大学リベラルアーツ学群卒業。

## 主な成績
- JPSA2011年度ルーキー・オブ・ザ・イヤー
- JPSA2011年総合ランキング - 2位
- JPSA2012年総合ランキング - 3位
- JPSA2013年総合ランキング - 4位
- JPSA2014年総合ランキング - 5位
- JPSA2015年総合ランキング - 3位
- JPSA2016年総合ランキング - 2位
- WSL Women’s Longboard Tour ASIA Ranking - 1位
- WSL Women’s Longboard Tour International Ranking - 9位
- JPSA2017年総合ランキング - 優勝
- WSL Women’s Longboard Tour ASIA Ranking - 1位
- WSL Women’s Longboard Tour International Ranking - 13位
- JPSA2018年総合ランキング - 優勝

## スポンサー
- サーフボード - Three weather
- ウェットスーツ - AIR TIGHT
- その他 - 四天木リゾート、MEDICINE OPTICS、CREATURES、69SLAM.TABIE REVO、BE-MERMAID、ムラサキスポーツ (BOARDERS FACT)

## 出演履歴

### テレビ
- KUNOICHI（TBS）

### コマーシャル
- アクエリアス「渇き」篇（日本コカ・コーラ）